# Marco Bulacia
Marco Bulacia Wilkinson (* 27. září 2000) je bolivijský rallye jezdec a bývalý tovární jezdec týmu Škoda Motorsport. Jeho navigátorem je Giovanni Bernacchini který v minulosti navigoval například Násira al-Attíju. V současnosti Marco závodí v kategorii WRC-3.

## Kariéra
V roce 2018 debutoval na Rally Mexiko s vozem Ford Fiesta R5 ve třídě WRC-2. O rok později zde získal své první body do celkového MS.

## Výsledky
| Rok  | Tým                     | Třída     | Vůz            | 1   | 2   | 3     | 4   | 5       | 6     | 7   | 8     | 9   | 10  | 11    | 12     | 13      | 14    | WDC       | Points |
| ---- | ----------------------- | --------- | -------------- | --- | --- | ----- | --- | ------- | ----- | --- | ----- | --- | --- | ----- | ------ | ------- | ----- | --------- | ------ |
| 2018 | Marco Bulacia Wilkinson | WRC-2     | Ford Fiesta R5 | MON | SWE | MEX 4 | FRA | ARG Ret | POR   | ITA | FIN   | GER | TUR |       |        |         |       | 27. místo | 14b    |
| 2018 | Marco Bulacia Wilkinson | WRC-2     | Škoda Fabia R5 |     |     |       |     |         |       |     |       |     |     | GBR 9 | ESP 18 | AUS     |       | 27. místo | 14b    |
| 2019 | Marco Bulacia Wilkinson | WRC-2     | Škoda Fabia R5 | MON | SWE | MEX 2 | FRA |         |       | POR | ITA 4 | FIN | GER | TUR 2 | GBR 4  | ESP Ret | AUS C | 7. místo  | 60b    |
| 2019 | Škoda Motorsport        | WRC-2 Pro | Škoda Fabia R5 |     |     |       |     | ARG Ret | CHL 4 |     |       |     |     |       |        |         |       | 7. místo  | 12b    |
| 2020 | Marco Bulacia Wilkinson | WRC-3     | Citroën C3 R5  | MON | SWE | MEX 1 | ARG | POR     | ITA   | KEN | FIN   | NZL | TUR | GER   | GBR    | JPN     |       | 3. místo* | 25b*   |